# 데이비드 가렛

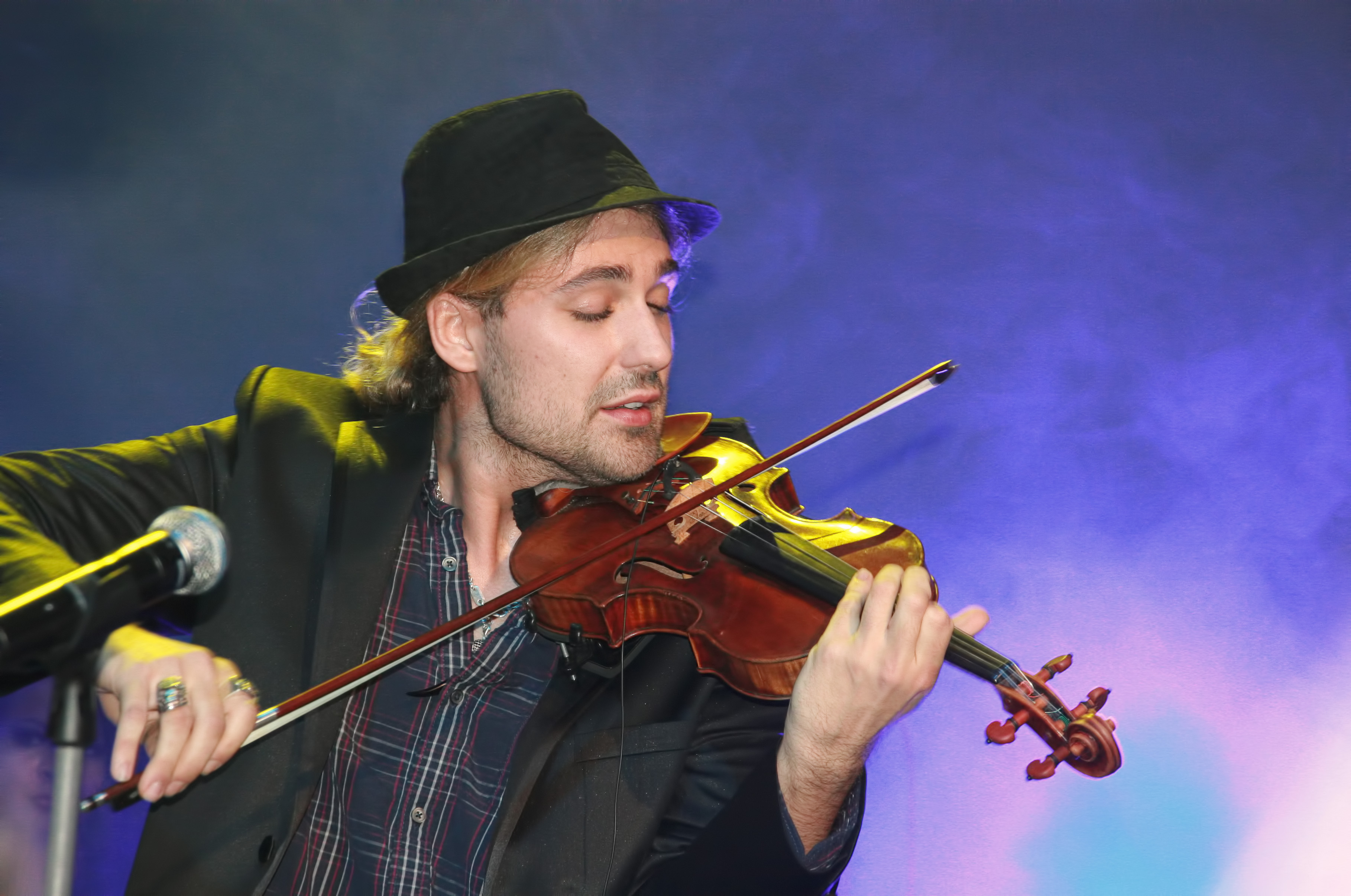

데이비드 가렛(David Garrett, 본명: David Christian Bongartz, 1980년 9월 4일 ~ )은 독일의 클래식 및 크로스오버 바이올린 연주자이자 레코딩 아티스트이다.

## 경력
가렛은 11세에 자신의 첫 스트라디바리우스 바이올린을 수령했다. 13세에 2장의 CD를 녹음했고 독일과 네덜란드 텔레비전 방송에 출연하였으며 독일 대통령 자택에서 콘서트를 열었다.

## 참여 작품
- 파가니니: 악마의 바이올리니스트

## 레코딩

### 스튜디오 음반
- Mozart: Violin Concertos with Claudio Abbado (1995)
- Violin Sonata (1995)
- Paganini Caprices (1997)
- Tchaikovsky, Conus: Violin Concertos (1997)
- Pure Classics (2002)
- Free (2007)
- Virtuoso (2007)
- Encore (2008)
- David Garrett (2009)
- Classic Romance (2009)
- Rock Symphonies (2010)
- Legacy (2011)
- Music (2012)
- 14 (2013)
- Garrett vs. Paganini (2013)
- Caprice (2014)
- Timeless – Brahms & Bruch Violin Concertos with Zubin Mehta and Israel Philharmonic Orchestra (2014)
- Explosive (2015)
- Rock Revolution (2017)
- Unlimited – Greatest Hits (2018)
- Alive: My Soundtrack (2020)
- Iconic (2022)

### 기타 음반
- Nokia Night of the Proms (2004)
- The New Classical Generation 2008 (2008)

## 수상
- 세상에서 가장 빠른 바이올린 연주자 (기네스 세계 기록, 2008년 5월[1] ~ 2011년 12월)